# Brnjestrovac
Koordinati:   42°43′00″N, 17°36′01″E
Brnjestrovac je majhen nenaseljen otoček v Jadranskem morju.
Pripada Hrvaški.
Otoček leži okoli 2 km zahodno od rta Veliki Zaglavac na južni obali otoka Mljeta. Površina otočka meri 0,014 km². Dolžina obalnega pasu je 0,47 km. Najvišja točka na otočku je visoka 20 mnm.